# متلازمة العقدة الجيبية المريضة
متلازمة العقدة الجيبية المريضة (بالإنجليزية: sick sinus syndrome)‏ وتلقب أيضاً بمتلازمة تباطؤ وتسرع القلب هي أحد اضطرابات النظم الناجمة عن خلل يصيب العقدة الجيبية يؤدي إلى عدم أدائها دورها الطبيعي كناظمة بدائية للقلب، مما ينجم عنه مجموعة من اللانظميات تدعى جميعاً بمتلازمة العقدة الجيبية المريضة.
تكمن أعراضها في تباطؤ وتسرع متناوب في دقات القلب، ينجم عن التباطؤ أحياناً إغماء وعن التسارع قلق وهبوط في ضغط الدم. برغم أنتشار المرض في الشيخوخة فهو غالباً ما يصيب كبار السن (فوق 60 سنة)، حيث يبلغ متوسط أعمار المصابين بالمتلازمة 68 سنة، إلا أنه يمكن أن يصيب كافة الأعمار بما فيها الرضّع. يتمثل العلاج بزرع منظم خطى القلب لمنع التباطؤ، وإعطاء أدوية كابحة لسرعة القلب لتجنب التسارع.

## أعراضها
أعراض متلازمة العقدة الجيبية المريضة تظهر عند تباطؤ القلب وتشمل:
- الإغماء.
- الشعور بالضعف العام والإرهاق.
- فقدان الشهية.
- بطء النبض وعدم انتظامه (يلاحظ بعض المرضى ذلك أثناء قياس ضغط الدم).
- الدوخة والغثيان.

## نشأة المرض ومسبباته
| المرحلة العمرية | معدل النبض |
| --------------- | ---------- |
| الجنين          | 150 /دقيقة |
| الرضيع          | 130 /دقيقة |
| الطفل           | 100 /دقيقة |
| الشباب          | 85 /دقيقة  |
| الشيخوخة        | 60 /دقيقة  |

غالباً ماتظهر متلازمة العقدة المريضة عند كبار السن، وتكون ظاهرةً منفصلة كأحد أعراض تقدم السن وترهل العقدة الجيبية، وأحياناً تأتي مرافقة لأمراض أخرى مثل تصلب الشرايين، والذي يمكن تفسيره على أنه ناتج عن نقص التروية الدموية للعقدة، إلا أن الارتباط غير مؤكد بين المرضين. هناك بعض الأمراض التي ترافق اضطراب العقدة الجيبية مثل: الداء النشواني وأمراض أخرى تتعلق بتأثير النسيج الضام لجدار الأذين الأيمن.
عند بعض المرضى فإن المرض يظهر عند تناول بعض الأدوية المبطئة لدقات القلب، فالإنسان الصحيح لايتأثر بشدة بهذه الأدوية، ولكنها قد تُفيد في اكتشاف الحالة الكامنة للمرض. من الأمثلة على هذه الأدوية:
حاصرات بيتا، ديجيتوكسين والديجوكسين، محصرات قنوات الكالسيوم، أميودارون... الخ.
هناك نظرية لتفسير متلازمة العقدة الجيبية المريضة تعتمد على كون القعدة الجيبية تتعرض للهرم، وبالتالي تقل سرعة القلب مع التقدم في الزمن، وذلك اعتماداً على تغير سرعة النبض في الأصحاء من سن الطفولة إلى الشيخوخة كما هو مبين في الجدول. ويضطردون بأن المتلازمة تنشأ كحالة من الهرم المبكر للعقدة الجبيبية.

## تشخيص
التشخيص النهائي لمتلازمة العقدة الجيبية المريضة يحتاج لرسم مخطط القلب الكهربائي أو إجراء فحص هولتر (رسم مخطط كهربائي على مدار اليوم والليلة)، ومن ثم ملاحظة واحدة أو أكثر من خصائص المتلازمة الآتية:
- تباطؤ جيبي.
- إحصار جيبي أذيني.
- تناوب بين تباطؤ قلبي وتسرع قلبي.
- رفرفة أذينية ذات نقل بطيء للبطين متناوبة مع تباطؤ قلبي جيبي أو إحصار جيبي أذيني.
- نظم «أذيني بطيني» بديل عن النظم الجيبي.
- تأخر الرد الأذيني أو الجيبي بعد فترة تسرع قلبي.

## علاج
علاج متلازمة العقدة الجيبية المريضة يتمثل في التحكم في أعراضها، وهي التسرع القلبي والتباطؤ القلبي وذلك ب:
- لتجنب التباطؤ القلبي يتم غرس ناظمة قلبية.
- ولتجنب التسارع القلبي توصف أدوية كابحة لسرعة القلب.

عندما تتم زراعة الناظمة والتغلب على التسارعات فإن حياة المريض ونشاطاته تكون طبيعية، فيمكن للمريض أن يمارس الرياضة وجميع هواياته دون أي تقييدات إلا تلك الموصى عليها لحامل جهاز ناظمة القلب.

## وصلات خارجية
- اضطراب نظم العقدة الجيبية عن البوابة الطبية. (بحسب عرض 24.11.2008).
- مقالة موسعة عن متلازمة العقدة الجيبية المريضة منقول عن مجلة الدورة الدموية (Circulation. 2007;115:1921-1932).(بالإنجليزية)
- شرح للمرضى حول متلازمة العقدة الجيبية المريضة عن صفحة جمعية نظم القلب الأمريكية (عرض 22.11.2008). (بالإنجليزية)
- متلازمة العقدة الجيبية المريضة عن صفحة مايو كلينيك (عرض 22.11.2008). (بالإنجليزية)